# Novojîlivka (Novojîlivka), Bilohirsk
Novojîlivka (în ucraineană Новожилівка) este localitatea de reședință a comunei Novojîlivka din raionul Bilohirsk, Republica Autonomă Crimeea, Ucraina.

## Demografie
Componența lingvistică a localității Novojîlivka
     Rusă (43,99%)
     Tătară crimeeană (41,99%)
     Ucraineană (12,65%)
     Alte limbi (0,75%)
Conform recensământului din 2001, nu exista o limbă vorbită de majoritatea populației, aceasta fiind compusă din vorbitori de rusă (43,99%), tătară crimeeană (41,99%) și ucraineană (12,65%).